# Filip V Antygonida
Filip V Antygonida, zwany Macedońskim (ur. 238 – zm. 179 p.n.e.) – król Macedonii od 221 p.n.e., syn Demetriusza II, ojciec Perseusza.
Zawarł przymierze z kartagińskim wodzem Hannibalem przeciw Rzymowi, co doprowadziło do pierwszej wojny macedońskiej. Po mediacjach, w których brali udział posłowie egipskiego króla Ptolemeusza, zawarto pokój z Rzymianami, który jednak nie był trwały. Filip następnie zawarł przymierze z Antiochem przeciwko młodemu jeszcze królowi egipskiemu, Ptolemeuszowi. W 200 p.n.e. wybuchła druga wojna macedońska, w której został pokonany w bitwie pod Kynoskefalaj w 197 p.n.e. przez rzymskiego wodza Flamininusa. Musiał przyjąć bardzo ciężkie warunki pokojowe (m.in. zrzec się kontroli nad Grecją). W późniejszym czasie wspomógł Rzymian w wojnie przeciwko Antiochowi, za co Rzymianie odwdzięczyli się zwolnieniem jego syna, Demetriusza, a także darowali mu resztę długu. Filip eskortował Rzymian aż do Hellespontu. Jak cenna była to ochrona świadczy fakt, że gdy Rzymianie wracali już bez Filipa, zostali napadnięci przez Traków, którzy wielu z nich wybili i zabrali rzymskie łupy.